# Kutry rakietowe projektu 205
Kutry rakietowe projektu 205 (kod NATO: Osa) – seria radzieckich kutrów rakietowych, produkowanych od lat 50 do lat 80 XX wieku. Łącznie powstało ponad 400 jednostek tego typu. Oprócz Związku Socjalistycznych Republik Radzieckich, służyły również w Polsce i wielu innych państwach. Szeroko rozpowszechniona potocznie jest nadana im w nomenklaturze NATO nazwa typu Osa.

## Opis typu

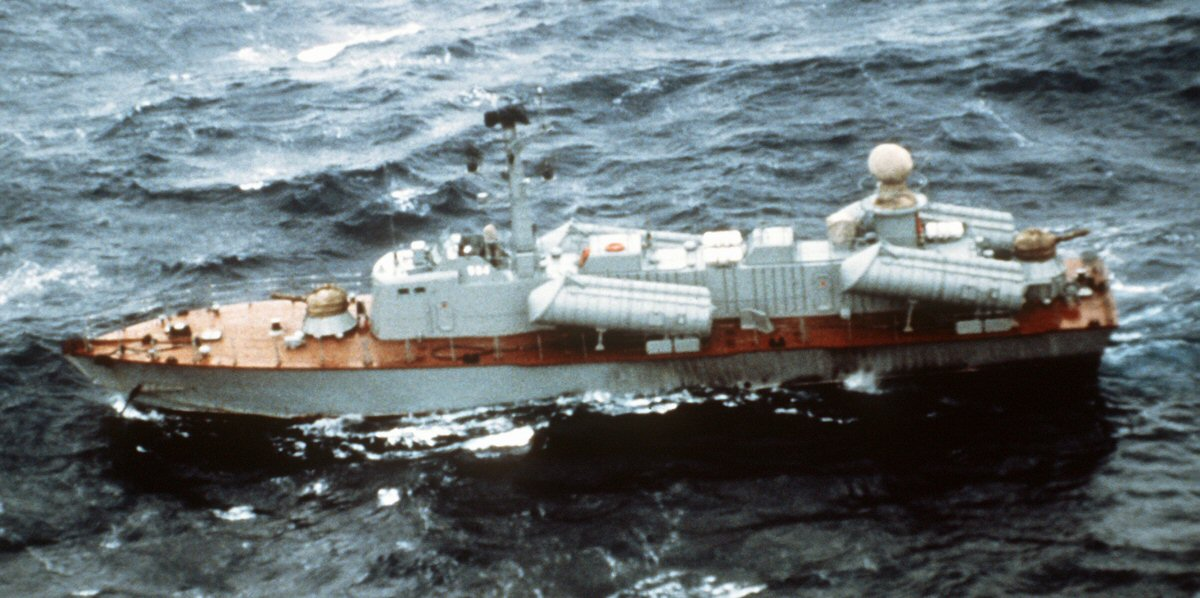
Radziecki kuter rakietowy projektu 205U

Projekt kutra rakietowego projektu 205 zaplanowanego jako nosiciel przeciwokrętowych kierowanych pocisków rakietowych P-15, sprawdzonych po wojnie arabsko-izraelskiej w 1967 roku i podczas wojny indyjsko-pakistańskiej 1971 roku, powstał w leningradzkim Centralnym Biurze Konstrukcyjnym (CKB-5), a budowa miała miejsce w stoczniach w Leningradzie, Władywostoku i Rybińsku. W późniejszym czasie licencyjną produkcje podjęły także Chiny i Korea Północna. Okręty zostały zaplanowane jako nosiciele dla przeciwokrętowych kierowanych pocisków rakietowych P-15, które skonstruowano w biurze konstrukcyjnym MKB Raduga. Projekt miał niejawne oznaczenie kodowe Moskit.
Pierwsza generacja tych jednostek została określona w nomenklaturze NATO podtypem Osa-I, natomiast oznaczenie Osa-II zaczęto stosować w stosunku do okrętów proj. 205U, które różniły się od poprzedników mniejszymi cylindrycznymi wyrzutniami rakietowymi. Było to związane z wprowadzeniem zmodernizowanych pocisków przeciwokrętowych P-15U, mających składane skrzydła. Ostatnią istotną zmianą stało się wprowadzenie na uzbrojenie w latach 70 XX wieku rakiet P-15M (P-20) Termit, oznaczany proj. 205 Mod. (zmodyfikowany). Można wyróżnić następujące podprojekty omawianych jednostek pływających: 205U, 205T, 205EM, 205ET, 205Cz, 205EKB, 205ER, 205PE (poza 205U głównie eksperymentalne). Dla marynarki ZSRR zbudowano 177 kutrów rakietowych.
Kutry rakietowe projektu 205 mają ponad 200 t wyporności maksymalnej i długość około 40 m. Są jednostkami o niskiej wolnej burcie oraz niewysokiej i zaokrąglonej nadbudówce, ciągnącej się od zakończenia pokładu dziobowego do rufy. Czołową, podwyższoną część nadbudówki zajmuje główne stanowisko dowodzenia, a bezpośrednio za nim znajduje się konwencjonalny maszt z większością wyposażenia elektronicznego. W kierunku rufy ulokowane są kolejno niewielki maszt kratownicowy i podstawa z anteną radaru kierowania ogniem artylerii. Wyrzutnie pocisków przeciwokrętowych znajdują się po dwie na każdej burcie w okolicy śródokręcia i rufy. Pierwsza morska podwójna armata uniwersalna AK-230 ustawiona jest na dziobie, a druga mieści się bezpośrednio za nadbudówką na rufie.
Okręty tego typu otrzymały oprócz marynarki radzieckiej, polskiej i chińskiej także Algieria, Angola, Bułgaria, Egipt, Etiopia, Finlandia, Indie, Liban, Korea Północna, Kuba, Niemiecka Republika Demokratyczna, Rumunia, Somalia, Syria, Jemen Południowy, Jugosławia i Wietnam. W 1999 roku w służbie bojowej pozostawało około 100 jednostek.
Na podstawie kutrów rakietowych projektu 205 powstały kutry zwalczania okrętów podwodnych projektu 205P (według NATO: typ Stenka), a także wodoloty torpedowe proj. 206M i rakietowe proj. 206MR.
Nieliczne okręty, przestarzałe jako kutry rakietowe, zostały w latach 90. przebudowane na patrolowce, po zdjęciu wyrzutni rakiet i modyfikacji uzbrojenia (wśród nich trzy polskie i łotewski „Zibens”).

## Okręty polskie

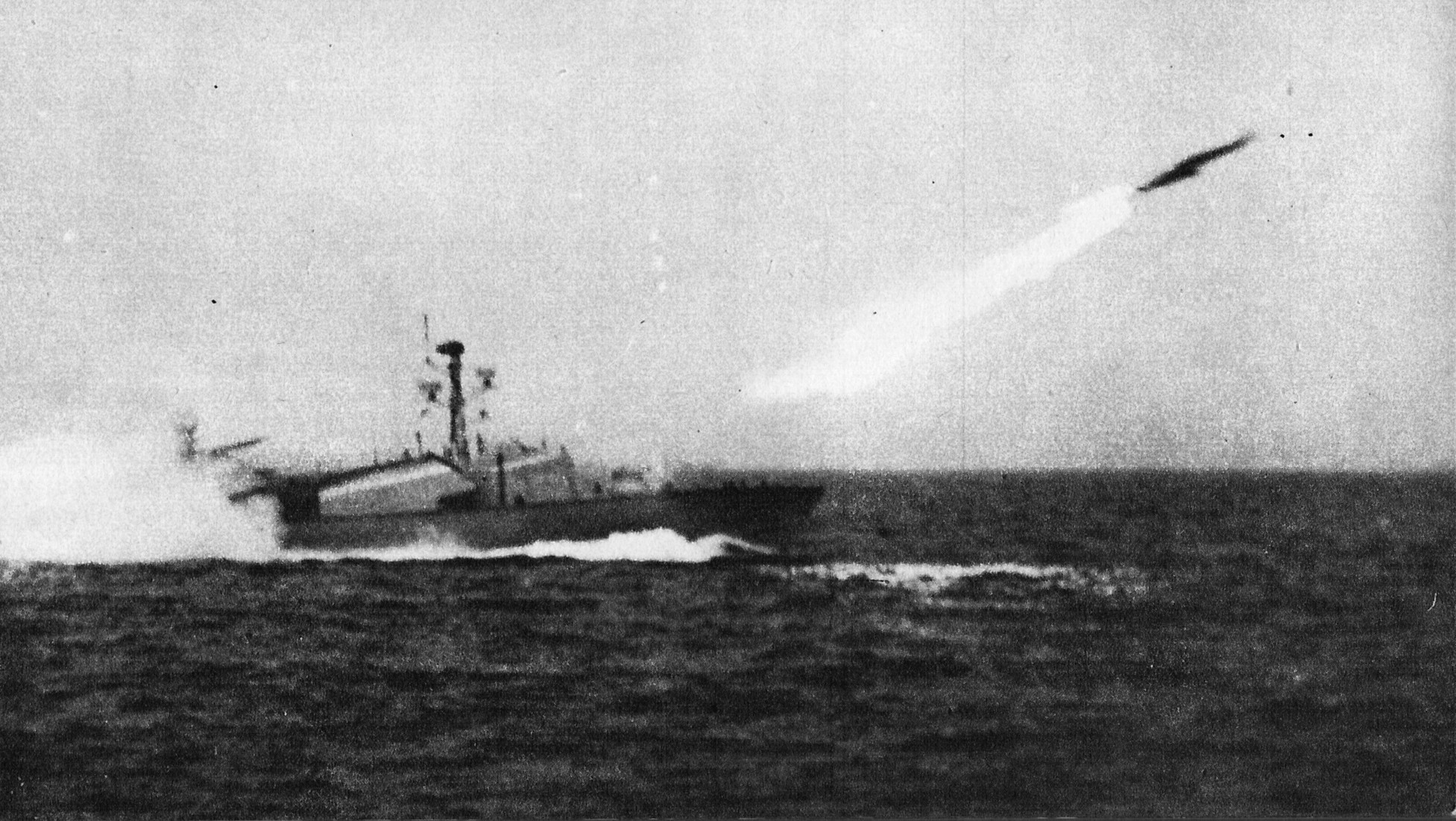
Odpalenie rakiety z polskiego kutra rakietowego proj. 205

Marynarka Wojenna Polskiej Rzeczypospolitej Ludowej stała się odbiorcą 13 kutrów pierwszej generacji projektu 205. Były one wcielane do służby w latach 1964-1975. Otrzymały imiona od nadmorskich miast, z jednym wyjątkiem – Oksywiem, które jest dzielnicą Gdyni. Początkowo wchodziły w skład 3 Brygady Kutrów Torpedowych, a od 1971 roku 3 Flotylli Okrętów. Z upływem lat okręty utraciły wartość bojową. Wycofywanie ich ze służby rozpoczęto w 1984 roku, a zakończono w 2006 roku skreśleniem z listy floty dwóch ostatnich jednostek. 
Jesienią 2008 roku zdecydowano o zachowaniu ORP "Władysławowo", jako okrętu muzeum. W marcu 2010 roku został przeholowany do Kołobrzegu i tam ustawiony na lądzie, jako eksponat skansenu morskiego będącego oddziałem Muzeum Oręża Polskiego w Kołobrzegu.

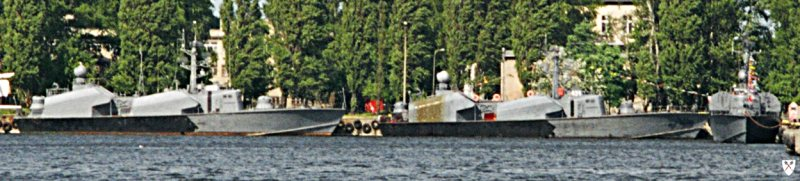
OORP "Dziwnów", "Świnoujście" i "Władysławowo"

| Nazwa okrętu       | Numer burtowy | Wcielenie            | Wycofanie           |
| ------------------ | ------------- | -------------------- | ------------------- |
| ORP "Hel"          | 421           | 14 stycznia 1964     | 1984                |
| ORP "Gdańsk"       | 422           | 9 września 1964      | 1989                |
| ORP "Gdynia"       | 423           | 7 września 1965      | 15 listopada 1989   |
| ORP "Kołobrzeg"    | 424           | 12 listopada 1965    | 15 czerwca 1993     |
| ORP "Szczecin"     | 425           | 17 stycznia 1966     | 1990                |
| ORP "Elbląg"       | 426           | 14 września 1966     | 1990                |
| ORP "Puck"         | 427           | 30 października 1967 | 7 lutego 2003       |
| ORP "Ustka"        | 428           | 30 września 1968     | 2 października 2000 |
| ORP "Oksywie"      | 429           | 10 grudnia 1971      | 2 października 2000 |
| ORP "Darłowo"      | 430           | 20 stycznia 1972     | 7 lutego 2003       |
| ORP "Świnoujście"  | 431           | 13 stycznia 1973     | 31 marca 2006       |
| ORP "Dziwnów"      | 432           | 27 stycznia 1975     | 17 czerwca 2004     |
| ORP "Władysławowo" | 433           | 13 listopada 1975    | 2006                |

## Dane taktyczno-techniczne
- Wyporność:
  - standardowa: 172 t
  - pełna: 210 t
  - maksymalna: 220 t
- Długość : 38,6 m
- Szerokość: 7,6 m
- Zanurzenie: 2,7 m
- Wysokość: 9 m
- Napęd:
  - rodzaj: trzy silniki wysokoprężne M503A2 lub M503A3 o mocy 2940 kW każdy.
    - dwa w pierwszej maszynowni napędzają zewnętrzne śruby
    - trzeci w drugiej maszynowni napędza środkową śrubę

  - pędniki: trzy śruby napędowe
- Prędkość:
  - marszowa: 15 w
  - maksymalna: 37 w
- Zasięg:
  - 800 Mm przy prędkości 25 w
  - 400 Mm przy prędkości 34 w
- Autonomiczność: 5 dób
- Załoga: 30 osób

## Uzbrojenie
- 4x1 wyrzutnie przeciwokrętowych kierowanych pocisków rakietowych P-15 lub P-20 (Kod NATO: SS-N-2A/C Styx/Modified Styx)
- 1x4 wyrzutnia przeciwlotniczych kierowanych pocisków rakietowych Strzała-2M (Kod NATO: SA-N-5 Grail)
- 2x2 morskie armaty uniwersalne kalibru 30 mm AK-230

## Wyposażenie elektroniczne
- stacja radiolokacyjna wykrywania celów Rangout (Kod NATO: Square Tie)
- system kierowania strzelaniem rakietowym Klon-205
- system kierowania uzbrojeniem artyleryjskim MR-104 Ryś (Kod NATO: Drum Tilt)